# Darío Vivas
Ramón Darío Vivas Velasco (San Cristóbal, Táchira, Venezuela; 12 de junio de 1950-Caracas, 13 de agosto del 2020) fue un político, funcionario y diputado venezolano, que desempeñó varios cargos públicos en las presidencias de Hugo Chávez y Nicolás Maduro.
Ocupó el cargo de jefe de Gobierno del Distrito Capital desde el 29 de enero de 2020, designado por Nicolás Maduro, hasta su fallecimiento debido a complicaciones por la enfermedad de coronavirus (COVID-19).
Fue constituyentista a la Asamblea Nacional Constituyente y diputado a la Asamblea Nacional por el Distrito Capital durante dos periodos consecutivos, donde se desempeñó como su primer vicepresidente en dos ocasiones (2010-2011) y (2013-2015) y como vicepresidente de la Unión Interparlamentaria Mundial en 2015. Además, fue presidente del canal de televisión estatal venezolano ANTV.

## Ámbito político
Formó parte como Director de Giras y Eventos del partido político venezolano Movimiento V República (MVR) hasta el año 2006, cuando desaparece el partido para dar paso al Partido Socialista Unido de Venezuela (PSUV), donde Vivas ocupó el mismo cargo de director de giras y eventos.
Fue diputado a la Asamblea Nacional de Venezuela durante dos periodos consecutivos desde el 2010 hasta mediados de 2017, separándose de su cargo para postularse a las elecciones próximas. El 30 de julio de 2017 resulta elegido constituyentista a la Asamblea Nacional Constituyente.
El 9 de agosto de 2017 fue sancionado por el Departamento del Tesoro de los Estados Unidos, el cual inmovilizó sus bienes en dicho país.

## Fallecimiento
El 19 de julio de 2020 anunció que dio positivo en un test de detección de COVID-19. Casi un mes después, el 13 de agosto, tras diversas complicaciones relacionadas al coronavirus, miembros del gobierno de Nicolás Maduro hicieron público el fallecimiento de Vivas, siendo el primer jefe de un ejecutivo regional en fallecer por dicha enfermedad mientras se encontraba ejerciendo el cargo.

## Leyes
Leyes impulsadas por Darío Vivas como diputado a la Asamblea Nacional han sido entre otras:
- Reforma de Ley de Procesos Electorales (2009)
- Reforma de Ley de Consejos Comunales (2009)
- Creación del Régimen Municipal a Dos Niveles del Área Metropolitana (2009)
- Ley Especial del Régimen del Distrito Capital (2009)
- Ley del Presupuesto del Distrito Capital (2009)
- Ley de Protección a los Deudores Hipotecarios (2007)